# الپلائوس (نیویورک)
الپلائوس، نیو یورک (به انگلیسی: Alplaus, New York) یک منطقهٔ مسکونی در ایالات متحده آمریکا است که در ایالت نیویورک واقع شده‌است.

## خصوصیات
الپلائوس ۶۴ متر بالاتر از سطح دریا واقع شده‌است.